# Philipp Schuster
Philipp Schuster, (24 de janeiro de 1883 - desc.) foi um ginasta que competiu em provas de ginástica artística pelos Estados Unidos.
Schuster ingressou no ginásio Central Turnverein para disputar os Jogos de St. Louis, nos quais conquistou uma medalha olímpica. Em sua única participação em Olimpíadas, disputou a prova coletiva, na qual, ao lado dos companheiros Charles Krause, George Meyer, John Duha, Edward Siegler e Robert Maysack, conquistou a medalha de bronze, após ser superado pelas equipes Philadelphia Turngemeinde, de Anton Heida, e New York Turnverein, de Otto Steffen.